# Aszukadera

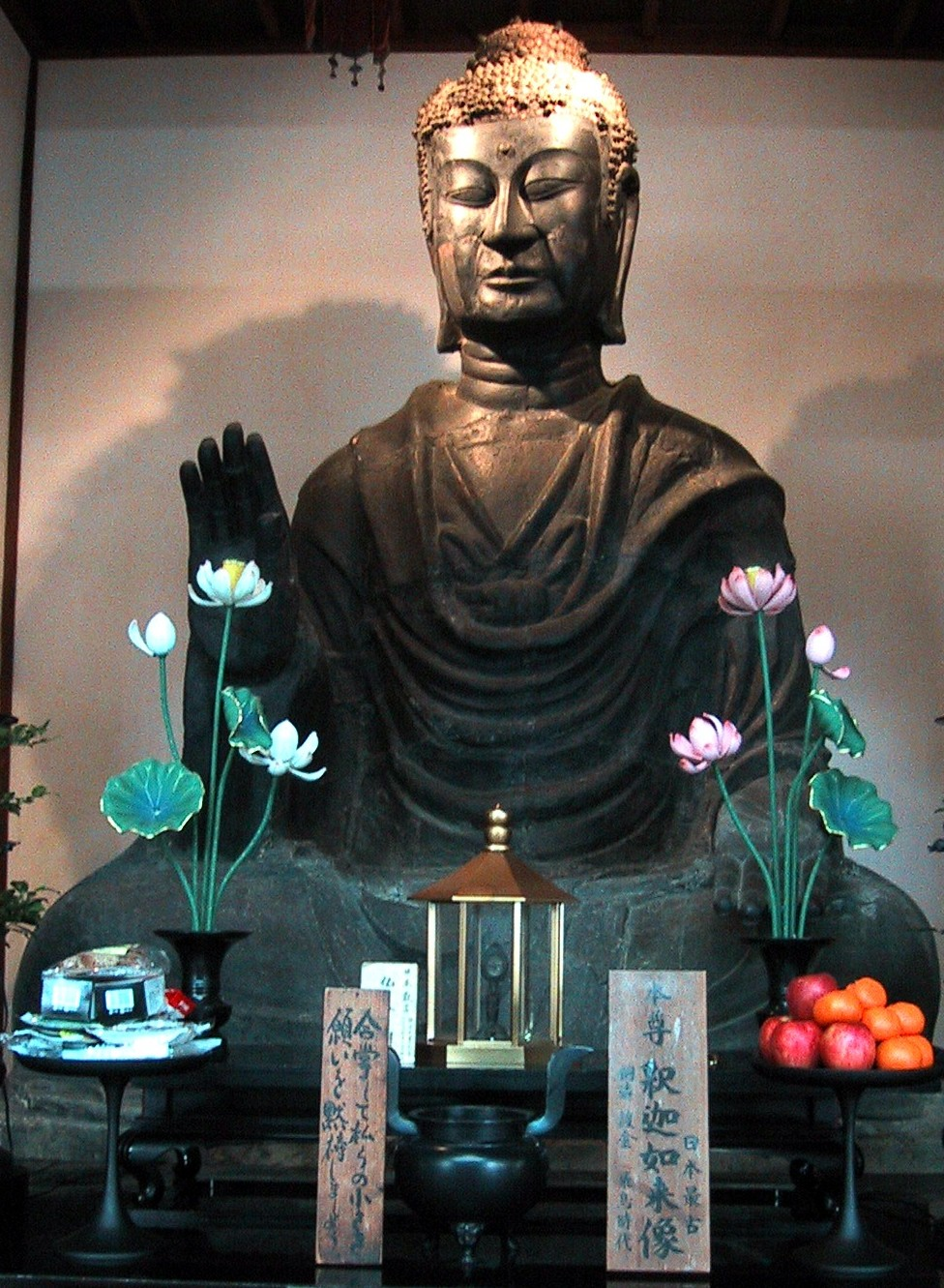
Az Aszuka Daibucu

Az Aszukadera az elsőként (a Nihongi krónika szerint 588-tól 596-ig, egy sámán odébb költöztetett házának helyén) épült s a későbbieknél monumentálisabb buddhista templomegyüttes Japán akkori fővárosában, Aszukában; alapítója a buddhizmus első pártolója és meghonosítója, Szoga no Umako volt. A 12. században nagy része leégett, ma már csak egyetlen csarnoka áll, benne a japán buddhista szobrászat első alkotásával, a 2,75 méter magas, erősen restaurált bronz Buddhával, az Aszuka Daibucuval.